# Aspidodexia
Aspidodexia es un género de foraminífero planctónico de estatus incierto, aunque considerado un sinónimo posterior de Globigerina de la subfamilia Globigerininae, de la familia Globigerinidae, de la superfamilia Globigerinoidea, del suborden Globigerinina y del orden Globigerinida. Su especie tipo era Aspidodexia lineolata. Su rango cronoestratigráfico abarcaba el Holoceno.

## Descripción
Aspidodexia es probablemente un foraminífero planctónico, pero su especie tipo es irreconocible y en consecuencia tiene un estatus incierto. No obstante, de acuerdo a las figuras originales de dicha especie, Aspidodexia podría tener características similares a las del género Globigerina. En este caso, Aspidodexia debería ser considerado un sinónimo subjetivo posterior.

## Clasificación
Aspidodexia incluía a la siguiente especie:
- Aspidodexia lineolata